# Konstans II
Konstans II (tiếng Hy Lạp: Κώνστας Β', Kōnstas II) (7 tháng 11, 630 – 15 tháng 9, 668), còn gọi là Konstantinos Râu (Kōnstantinos Pogonatos), là Hoàng đế Đông La Mã từ năm 641 đến 668. Ông là vị hoàng đế cuối cùng giữ chức chấp chính quan vào năm 642. Konstans là một biệt danh mang ý nghĩa nhỏ bé của Hoàng đế, ông được rửa tội thành Herakleios và cai trị chính thức dưới cái tên Konstantinos. Biệt danh xuất hiện trong các thư tịch của Đông La Mã và đã trở thành chuẩn mực trong sử học hiện đại.

## Triều đại

### Gia thế
Konstans là con trai của Hoàng đế Konstantinos III và Hoàng hậu Gregoria. Do những tin đồn rằng Heraklonas và Martina đã đầu độc Konstantinos III, nên ông được phong làm đồng hoàng đế vào năm 641. Cuối năm đó chú của ông bị phế truất chỉ còn lại Konstans II là hoàng đế duy nhất. Konstans quyết định tự mình cai trị để loại trừ người chú và sự bảo vệ của binh sĩ dưới quyền tướng Valentinus. Dù hoàng đế đã sớm ngỏ ý với Viện Nguyên lão bằng một bài diễn văn đổ lỗi cho Heraklonas và Martina tội mưu sát cha mình,người cai trị dưới quyền nhiếp chính của các nguyên lão dưới sự lãnh đạo của Thượng phụ Paul II thành Constantinopolis. Vào năm 644 tướng Valentinus cố gắng tự mình nắm quyền nhưng không thành công.

### Thù trong giặc ngoài

Đế quốc Đông La Mã vào năm 650 dưới thời Konstans II

Dưới thời Konstans, Đông La Mã đã hoàn toàn rút khỏi Ai Cập vào năm 642, Caliph Othman còn tung ra nhiều cuộc tấn công vào các đảo trên vùng biển Địa Trung Hải và biển Aegea. Một hạm đội Đông La Mã dưới sự chỉ huy của đô đốc Manuel đã chiếm lại Alexandria vào năm 645, nhưng sau một chiến thắng của người Hồi giáo vào năm sau đã buộc nhà cầm quyền phải từ bỏ nơi này. Tình hình càng thêm phức tạp do cuộc bạo động chống đối phái Lạc giáo Monothelite của các giáo sĩ phía tây và cuộc nổi loạn có liên quan của viên trấn thủ Carthage là Gregory the Patrician. Sau này rơi vào cuộc chiến chống lại quân đội của Caliph Othman và vùng này vẫn còn là một nước chư hầu dưới trướng Caliphate cho đến khi người Hồi giáo mắc vào nội chiến và quyền cai trị của đế quốc mới được lập lại.
Konstans đã cố gắng hướng sự dung hòa trong cuộc tranh cãi giữa Giáo hội Chính Thống giáo và phái Lạc giáo Monothelite bằng cách từ chối đàn áp và ngăn cấm thảo luận thêm về bản chất của Chúa Giêsu bằng sắc lệnh được ban hành vào năm 648. Tuy nhiên, thỏa hiệp trên danh nghĩa này chỉ làm hài lòng số ít người tham gia nhiệt tình trong vụ tranh cãi.

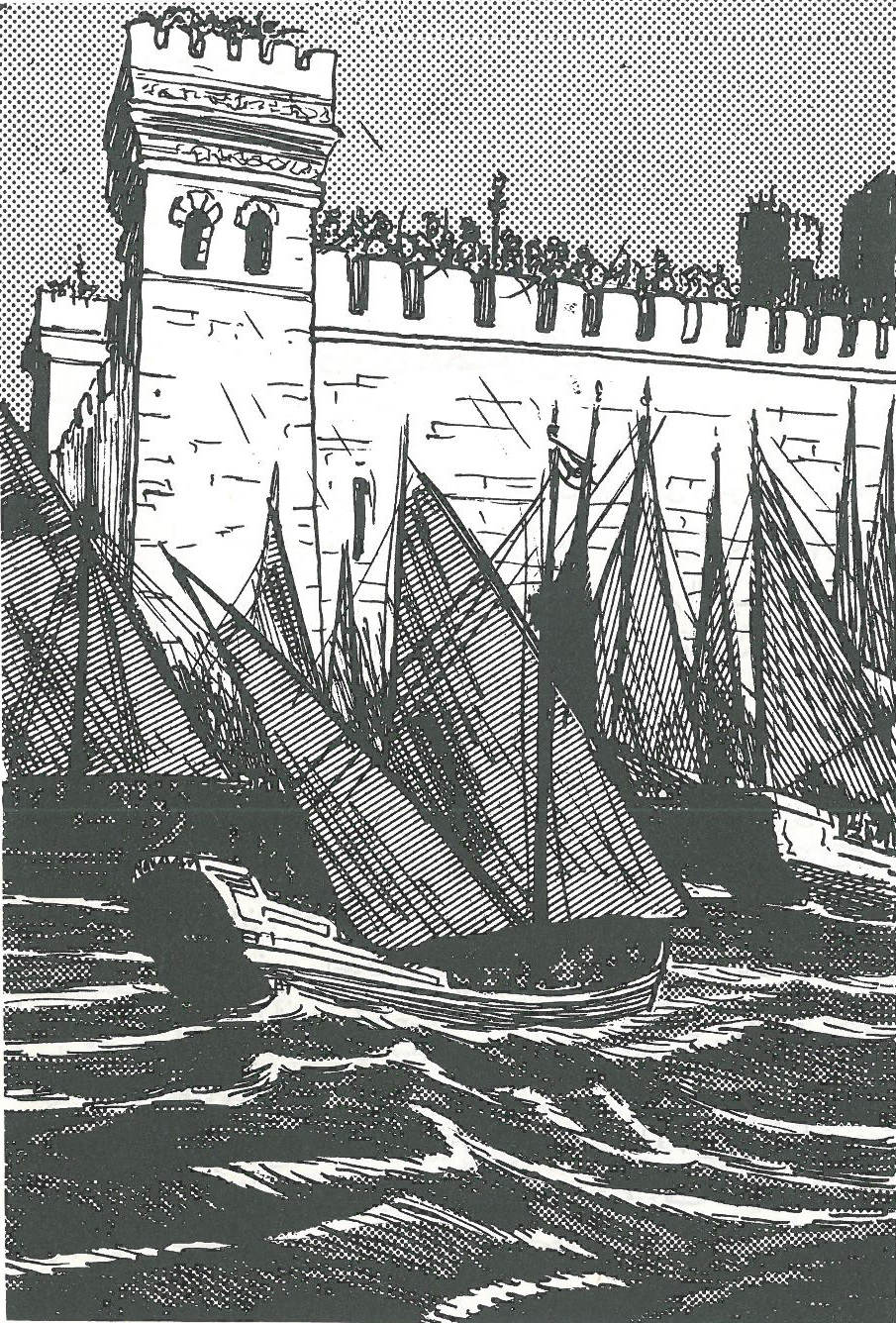
Tranh minh hoạ Trận các cột buồm giữa hai hạm đội của Đông La Mã và Ả Rập ngoài khơi xứ Lycian.

Trong khi đó, bước tiến quân của Caliphate vẫn tiếp tục không ngừng. Năm 647 họ tiến vào xứ Armenia và Cappadocia và tàn phá Caesarea Mazaca. Cùng năm đó, họ đột kích tỉnh châu Phi và giết chết viên trấn thủ Gregory. Năm 648 người Ả Rập tiến hành đột kích vào Phrygia và sang năm 649 thì phát động một cuộc viễn chinh bằng hải quân đầu tiên vào đảo Crete. Người Ả Rập còn tung ra một cuộc tấn công quy mô lớn vào Cilicia và Isauria từ năm 650–651 đã buộc Hoàng đế phải tiến hành đàm phán với thống đốc Syria của Caliph Othman là Muawiyah. Thỏa thuận đình chiến sau đó cho phép đế quốc có một khoảng thời gian nghỉ ngơi ngắn ngủi và khiến cho Konstans giữ được phần phía tây của Armenia.
Tuy nhiên vào năm 654, Muawiyah đã cho nối lại các cuộc đột kích trên biển và cướp phá đảo Rhodes. Konstans bèn cầm đầu một hạm đội tấn công người Hồi giáo tại Phoinike (còn gọi là Lycia) vào năm 655 trong trận các cột buồm, nhưng ông đã bị đánh bại khiến Đông La Mã mất tới 500 chiến thuyền trong trận đánh, ngay cả Hoàng đế suýt nữa mất mạng. Trước trận chiến, nhà biên niên sử Theophanes the Confessor có nói Hoàng đế đã nằm mơ được tới ở Thessaloniki; giấc mơ này dự báo thất bại của ông trong cuộc chiến với người Ả Rập bởi vì từ Thessaloniki cũng tương tự như câu "thes allo niken", có nghĩa là "chiến thắng đã thuộc về kẻ khác (quân địch)". Caliph Othman đã chuẩn bị mở đợt tiến công thành Constantinopolis nhưng ông đã không thể thực hiện kế hoạch khi cuộc nội chiến giữa hai phe phái Sunni và Shi'a trong tương lai nổ ra vào năm 656. Năm 658, với biên giới phía đông ít chịu áp lực hơn, Konstans đã tiến quân đánh bại người Slavơ ở vùng Balkan, tạm thời khẳng định lại một số ý định về sự cai trị của Đông La Mã lên họ và cho tái định cư một số đó ở Tiểu Á (khoảng năm 649 hoặc 667). Năm 659, ông mở chiến dịch quân sự xa tận phía đông, tận dụng lợi thế của một cuộc nổi loạn chống lại Caliphate ở Media. Cùng năm đó ông ký kết hiệp ước hòa bình với người Ả Rập.

### Vấn đề nội trị

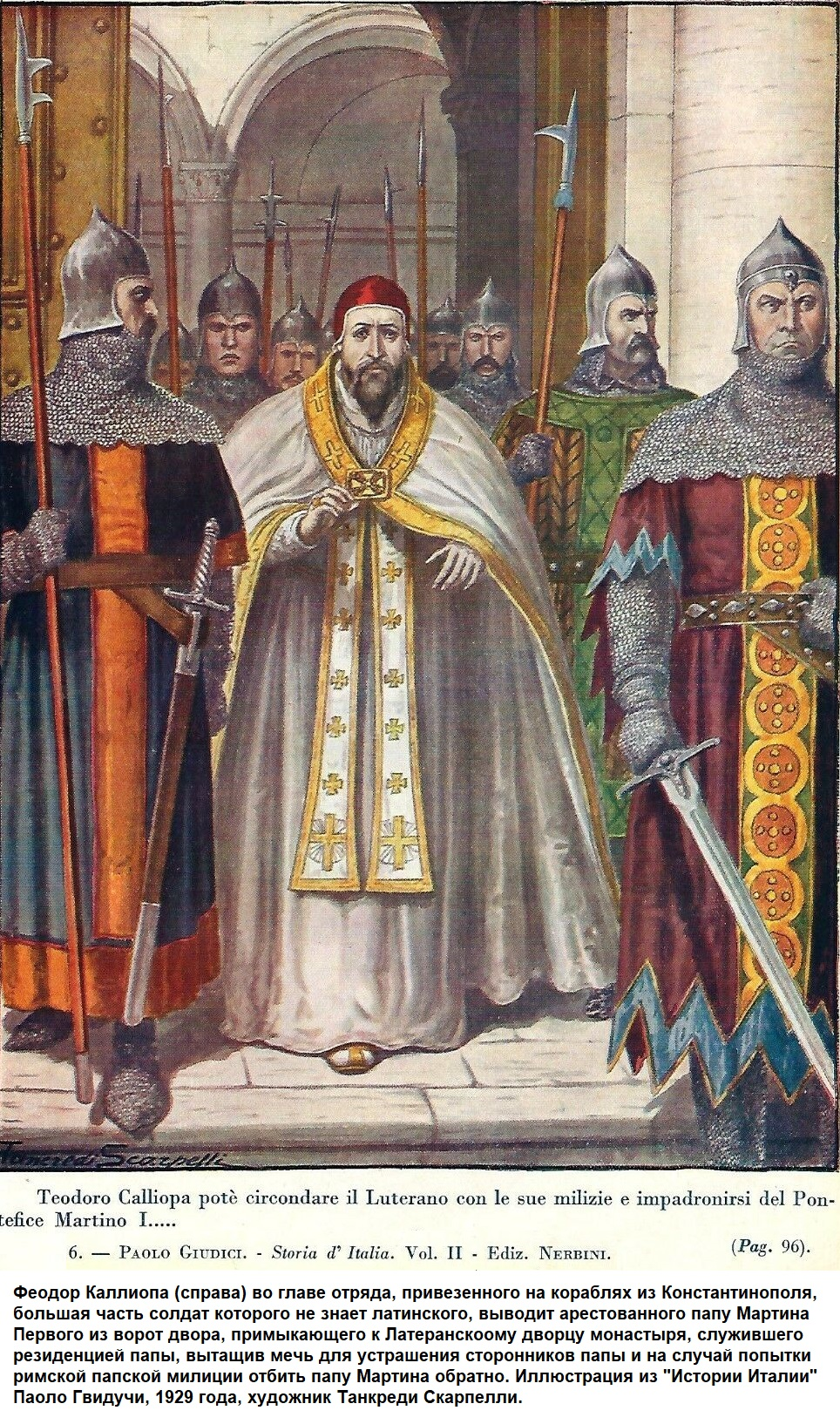
Tranh minh hoạ việc quân lính dưới quyền extrach xứ Ravenna Theodore Kalliope bắt giữ giáo hoàng Martin I theo lệnh của Konstans II.

Giờ đây Konstans có thể chuyển hướng sang các vấn đề của giáo hội một lần nữa. Giáo hoàng Martin I đã lên án cả phái Lạc giáo Monothelite và những nỗ lực của Konstans nhằm ngăn chặn các cuộc tranh luận về nó (Chiếu chỉ Konstans) trong Công đồng Lateran năm 649. Hoàng đế liền ra lệnh cho viên trấn thủ Ravenna phải bắt giữ Giáo hoàng ngay lập tức. Quan trấn thủ Olympius được tự mình bỏ qua nhiệm vụ này nhưng người kế nhiệm ông là Theodore I Calliopas đã thực hiện vụ việc này vào năm 653. Giáo hoàng Martin bị đưa đến Constantinopolis và bị kết án như một tội phạm, rồi cuối cùng bị lưu đày đến Cherson cho đến khi mất vào năm 655.
Konstans ngày càng trở nên lo sợ rằng hoàng đệ Theodosius có thể truất phế ông, do đó ông buộc phải ép Theodosius đi tu và về sau ra tay trừ khử luôn vào năm 660. Các con của Konstans gồm Konstantinos, Herakleios và Tiberios đã phải liên kết trị vì kể từ sau những năm 650. Tuy nhiên, để tránh sự căm ghét của dân chúng Constantinopolis, Konstans quyết định rời khỏi thủ đô và di dời đến ở Siracusa trên đảo Sicilia.
Từ đó vào năm 663, hoàng đế đã mở một cuộc tấn công chống lại Công quốc Benevento của người Lombard mà lãnh địa bao trùm hầu hết miền Nam nước Ý. Nhân cơ hội vua Grimoald I xứ Benevento của người Lombard đang bận đánh đuổi quân Frank từ Neustria, Konstans mang quân đổ bộ tại Taranto và bao vây Lucera cùng Benevento. Tuy nhiên do quân địch kháng cự dữ dội nên buộc Konstans phải rút về Napoli. Trong cuộc hành quân từ Benevento tới Napoli, Konstans II đã bị Bá tước Capua là Mitolas đánh bại gần Pugna. Konstans vội vàng ra lệnh cho đại tướng Saburrus dẫn quân quay lại tấn công người Lombard nhưng ông đã bị quân Benevento chặn đánh tại Forino, nằm giữa Avellino và Salerno, khiến cho đại quân Đông La Mã thiệt hại nặng phải từ bỏ ý định chiếm đóng.

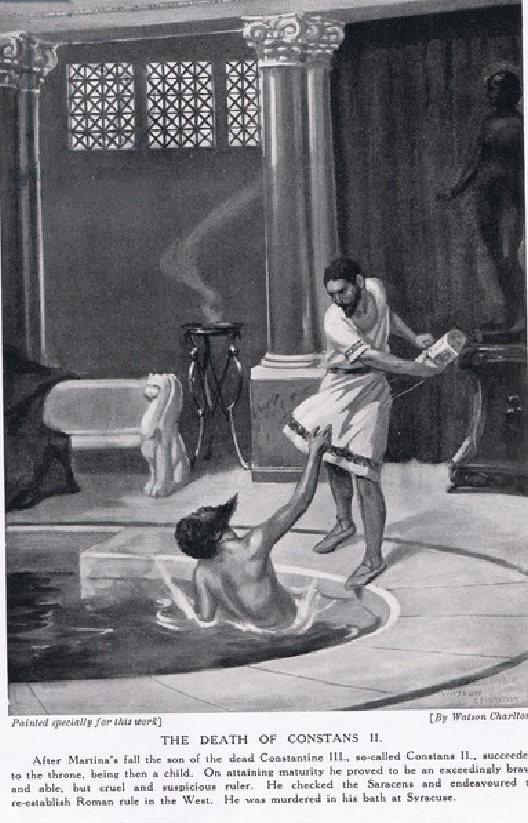
Tranh minh hoạ mô tả sự kiện ám sát Konstans II trong phòng tắm, trích từ cuốn "Hutchinson's History of the Nations" (khoảng năm 1920).

Năm 663, Konstans đến viếng thăm Roma trong mười hai ngày, ông được xem là vị hoàng đế duy nhất đặt chân đến Roma kể từ khi Romulus Augustus bị phế truất từ hai thế kỷ trước và đã được nhận sự đón tiếp vinh dự lớn lao của Giáo hoàng Vitalian (657-672). Dù có mối quan hệ thân thiện với Vitalian, Konstans vẫn ra sức chiếm đoạt các công trình của Tòa Thánh bao gồm cả Đền Pantheon, các đồ trang trí bằng đồng và cho chở về Constantinopolis, tới năm 666 còn tuyên bố rằng Giáo hoàng La Mã không có thẩm quyền đối với Tổng Giám mục Ravenna, kể từ khi thành phố này là trụ sở của quan trấn thủ, đại diện trực tiếp của hoàng đế. Kế đến ông chuyển sang ở Calabria và Sardinia được đánh dấu bởi việc tước đoạt và yêu cầu đồ tuế cống khiến các phe cánh ở Ý hết sức bất mãn. Cũng theo Warren Treadgold, theme (tên gọi quận thời Đông La Mã) đầu tiên được tạo ra từ năm 659-661 dưới thời Konstans II.

### Qua đời và kế vị
Tin đồn rằng ông sẽ di chuyển thủ đô của Đế chế đến Siracusa có thể là nguyên nhân khiến Konstans mất mạng. Ngày 15 tháng 9 năm 668, hoàng đế đã bị các quan thị vệ ám sát trong phòng tắm của mình. Hoàng tử Konstantinos lên ngôi lấy đế hiệu là Konstantinos IV. Một vụ soán ngôi trong chốc lát của Mezezios ở Sicilia đã sớm bị tân Hoàng đế trấn áp không nương tay.

## Gia đình
Với vợ Fausta, con gái của nhà quý tộc Valentinus, Konstans II có tới ba người con:
- Konstantinos IV, sau kế vị ông làm Hoàng đế
- Herakleios, đồng hoàng đế từ 659-681
- Tiberios, co-emperor từ 659-681